# 佐多岬ロードパーク

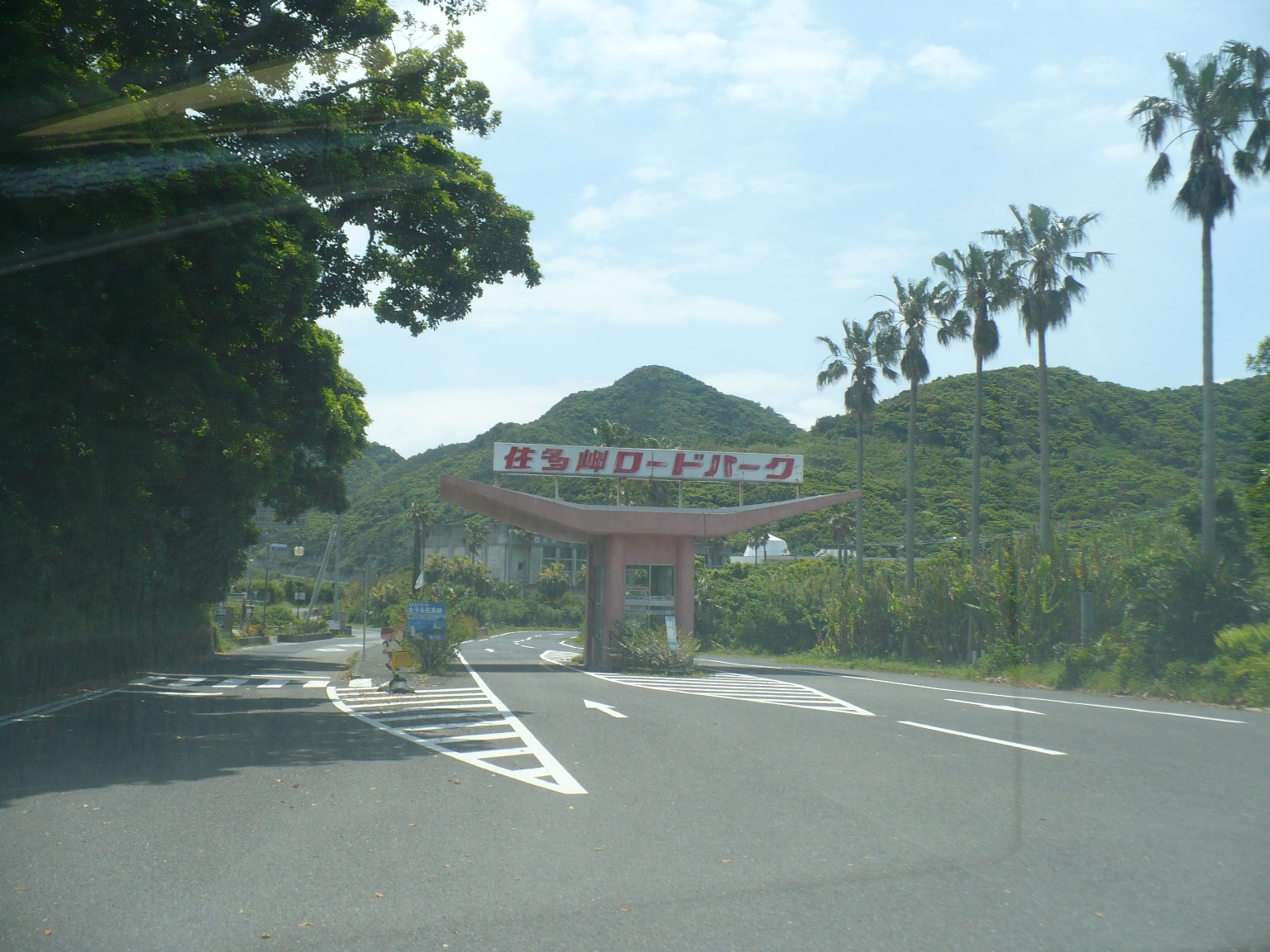
佐多岬ロードパークの第1料金所、既に放棄されており料金徴収を行っていない、写真左側の道路が県道566号佐多岬公園線

佐多岬ロードパーク（さたみさきロードパーク）は、鹿児島県南大隅町大泊から、九州本土最南端となる佐多岬までを結ぶ道路の愛称である。
かつては岩崎グループの鹿児島交通が運営する有料道路（一般自動車道）であったが、2007年（平成19年）と2012年（平成24年）の2回に渡る南大隅町への譲渡により、全区間が町道として無料通行できるようになっている。無料開放後は正式には町道佐多岬公園線となっているが、佐多岬ロードパークを愛称としている。
途中まで鹿児島県道566号佐多岬公園線が並行しているが、佐多岬ロードパークへ合流しており、佐多岬まではこの道路を使わなければたどり着けない。

## 歴史
鹿児島県を中心にさまざまな事業を展開しているいわさきグループが、佐多岬周辺の観光開発を目的として建設した道路である。1957年（昭和32年）11月に、桜島における有料道路と並んで同時に出願したが、桜島の有料道路は後に取り下げられ、佐多岬ロードパークのみ着工した。
当時、起点となる大泊までは自動車の通れる道路がまだなく、工事に用いるブルドーザーと軽油燃料の輸送には苦心し、海上を船で運搬する策を採っている。またこのために1958年（昭和33年）10月に私有道路の許可を受けた際には、ほかの自動車通行可能道路と接続されていない有料道路を認可することができないとの理由で、岩崎グループが大隅半島で運営していたバス会社である三州自動車（南薩鉄道と1964年（昭和39年）に合併して鹿児島交通となる）の専用道路としての認可であった。
錦江湾観光開発株式会社により7年の歳月と総工費5億7000万円を費やして建設し、1963年（昭和38年）7月29日に開通した。この際に県道も大泊まで開通して道路網と接続されたことから認可変更の申請を行って、1964年（昭和39年）5月2日に一般有料道路となった。佐多岬へ通じる観光道路としてだけではなく、途中にある田尻集落にとっての生活道路としての役割もあり、建設に際しては集落の共有地を提供するなどの協力が行われた。
1973年に通行量がピークとなり、年間6万台の自動車が通行した。しかしその後減少に転じ、2005年には年間2万台まで減少していた。これにより路面補修等の作業も滞るようになった。2004年頃から岩崎グループでは道路の休止を検討し始め、実際に運輸局に2004年5月10日からの1年間の休止を申請した。観光振興と生活道路の維持の観点から、地元の町との協議が行われ、当面岩崎グループによる運営を続けるほか、町が別途取得した県有地など合計1万平方メートルの土地との無償交換により、南大隅町に道路を移管する方針となった。
2007年4月26日から、第1料金所から第2料金所までの約6 kmの区間が地元の南大隅町へ譲渡され、無料で通行できる町道となった。その後も第2料金所より先の約2.2 kmの区間については岩崎側が管理していたが、霧島錦江湾国立公園の中であり開発規制が厳しいことや、観光施設の改善に多額の経費が必要となることから、今後投資する計画はなく、一帯を行政側に委譲したい意向を示していた。
2012年10月、南大隅町が5億2560万円で残る全区間を購入することが明らかになった。町が購入するのは入園券売り場(旧第二料金所)から公園入り口までで、遊歩道などその他の施設は併せて無償譲渡されることになった。使用されていない公園内のレストハウス跡や展望台は解体し、県が新たに整備する計画を出している。2012年10月30日に譲渡が行われ、全区間が南大隅町の町道となった。後に2007年に解放された区間を県道566号とし、並行する旧県道は町道佐多岬公園線として入れ換えられた。

## 道路概要

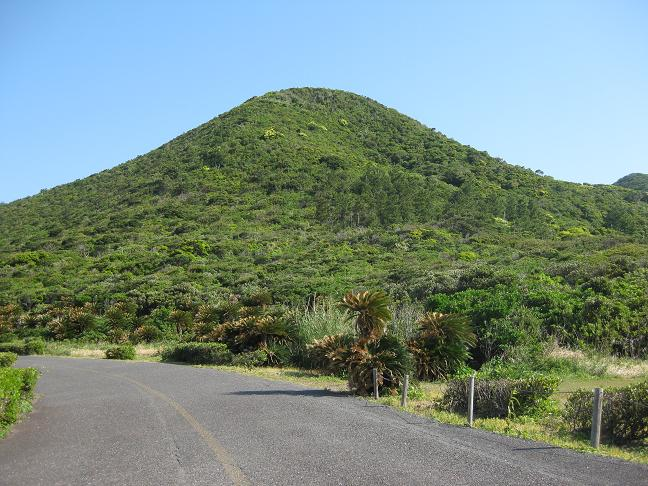
ロードパーク内の景色

南大隅町大泊付近を起点としており、ここに第1料金所が存在していたが、町道への移管後に撤去されている。全長は約9 kmある。道路はおおむね2車線が整備されているが、途中にある岩崎トンネルは1車線で対向車を待機する必要がある。観光船「さたでい号」の発着地や海水浴場のある田尻集落付近を通過すると、佐多岬展望公園の入口となる第2料金所があった。その先に北緯31度線を示す標識が立てられている。
終点の駐車場からはさらに佐多岬の展望台まで約800　メートルを徒歩で移動する必要がある。駐車場からは徒歩で第二岩崎トンネルを通っていく経路になっている。

## 料金
2007年に町に道路を移管して無料化するまでは、普通車の往復通行料は1,000円、遊歩道から先の入園料は大人100円、子供50円であった。それ以降は、佐多岬展望公園への入園料が大人300円、子供150円、展望台利用料金200円（小学3年生未満無料）で、2010年8月5日に料金改定され大人500円、子供250円で展望台利用料金は無料となった。入園時間は8時-17時となっており、料金は第2料金所の位置で支払うことになっていた。2012年10月30日の町への完全移管後は無料となっている。
南大隅町（旧・佐多町）側が2005年頃から佐多岬に到着したことを示す証明書（税込220円）を発行している。遊歩道内の売店、または南大隅町佐多支所、田尻集落のさたでい号発着所でも入手可能。